# Ensamrätt till yrke
Ensamrätt till yrke regleras genom 4 kap. 4 § Patientsäkerhetslagen (2010:659). Lagen som i viss mån ersatt kvacksalverilagen reglerar att enbart personer med legitimation inom yrket får utföra arbetsuppgifter som är därtill knutna. Sjuksköterska är inte ett sådant yrke då läkare har rätt att utföra alla sjuksköterskans uppgifter, likadant i förhållandet tandhygienist och tandläkare, detta trots att sjuksköterska och tandhygienist är legitimerade yrken. Det kan noteras att enbart tandläkaryrket är särskilt skyddat med särskild straffsanktion om någon inkräktar på yrket.

## Yrken med ensamrätt till yrke enligt LYHS
- Apotekare
- Barnmorska
- Läkare
- Receptarie
- Tandläkare